# Bandini 1300
La Bandini 1300 è un'autovettura da corsa costruita nel 1980 dalla Bandini automobili di Forlì.
Nel 1980, fu presentata questa nuova sport prototipo nella livrea rossa e blu, divisa da un sottile filo di color oro. Successivamente lo stesso costruttore decise di sostituire il blu con il bianco così come appare a tutt'oggi.
Fu l'ultima vettura con cui Ilario Bandini aprì, da organizzatore, l'edizione 1981 della corsa in salita "Predappio-Rocca delle Camminate" che lo aveva già visto più volte vincitore assoluto.
Le caratteristiche innovative rispetto alla precedente produzione sono da ricercare soprattutto nel propulsore 1300 cm³.

## Motore

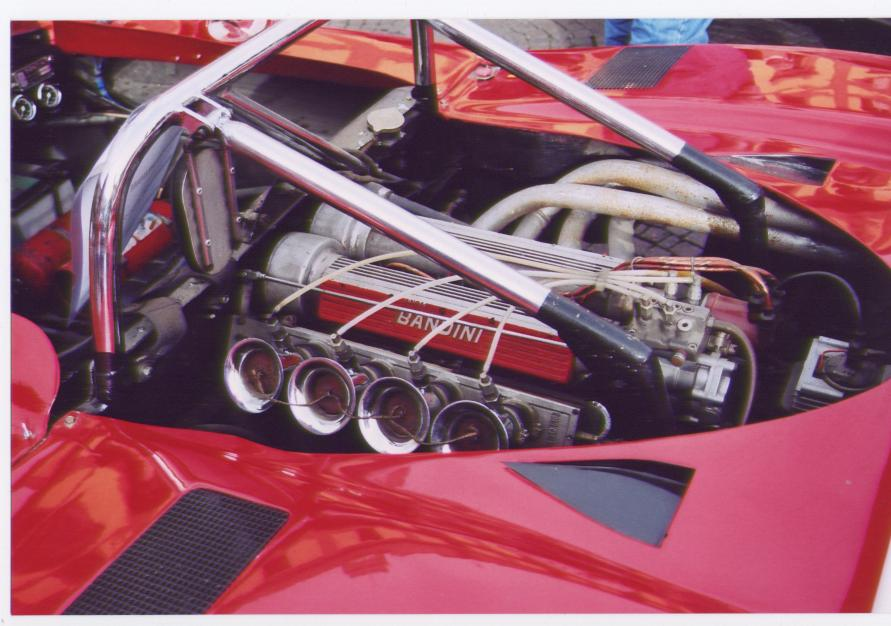
Il motore Bandini 1300 16 V installato.

Il motore di cilindrata pari a 1300 cm³, dopo le precedenti esperienze su monoblocco Fiat, viene realizzato integralmente in lega d'alluminio da Bandini, ha un circuito di lubrificazione a carter secco, distribuzione a catena e doppio albero a camme in testa, 16 valvole, iniezione indiretta con pompa meccanica.
Il cambio in fusione unica col differenziale è a 5 marce.
- Posizionamento: posteriore longitudinale, 4 cilindri in linea
- Materiali e particolarità: basamento monoblocco a 5 supporti di banco e coppa in lega d'alluminio, testa in lega d'allumninio DOHC  distribuzione a catena, 4 valvole verticali per cilindro
- Alesaggio: 86 mm
- Corsa: 55,5 mm
- Cilindrata: 1289 cm³
- Alimentazione: iniezione meccanica, valvola a ghigliottina
- Lubrificazione: carter secco, radiatore in alluminio
- Raffreddamento: forzato a liquido con pompa centrifuga comandata da puleggia e cinghia, radiatore all'avantreno in alluminio
- Cambio e frizione: 5 marce + RM, frizione bidisco a secco
- Accensione e impianto elettrico:  bobina e distributore sulla testa, con centralina elettronica, batteria 12 V e alternatore

## Il telaio

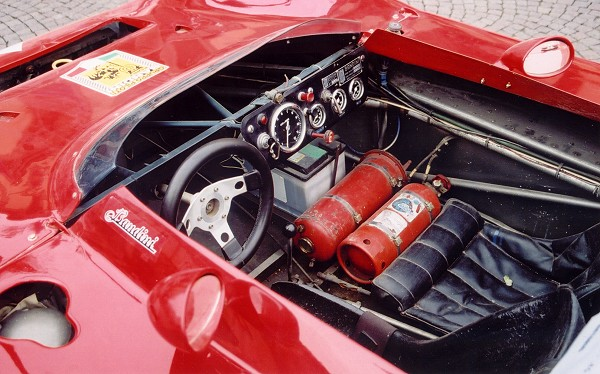

Il telaio, è un'evoluzione della 1000 sport prototipo che l'ha preceduta.
- Struttura e materiale: a traliccio di tubi a sezione mista: ovale rotonda e rettangolare, in acciaio speciale
- Sospensioni:
  - anteriore: indipendenti, a triangoli sovrapposti con ammortizzatori oleodinamici telescopici inclinati e molle cilindriche elicoidali coassiali; barra stabilizzatrice, camber registrabile
  - posteriore: indipendenti, triangolo inferiore e bracci oscillanti ammortizzatori oleodinamici telescopici inclinati agenti sul triangolo inferiore, barra stabilizzatrice, camber, caster e convergenza registrabili
- Impianto frenante:
  - di servizio: idraulico, a disco  anteriori e posteriori
- Sterzo: a pignone e cremagliera
- Guida: a sinistra
- Ruote: in lega d'alluminio Bandini
- Serbatoio: 2x40 Litri
- Trasmissione: differenziale e cambio posteriore, semiassi isometrici con giunti omocinetici

## La carrozzeria

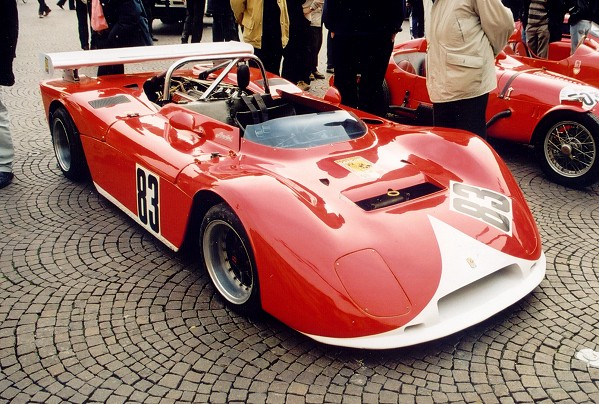

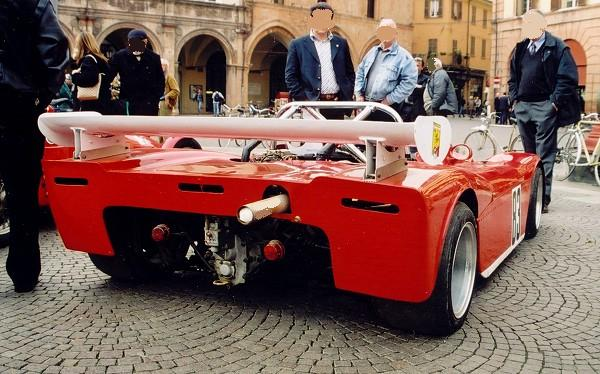

La carrozzeria è realizzata in materiale composito resina epossidica e matrice in fibra di vetro, fatta eccezione per i due pannelli laterali in alluminio fissati al telaio tramite rivetti. Questo permette un'ulteriore riduzione di peso che può essere sfruttato come zavorra.
Rispetto alla sorella minore, la presa d'aria anteriore e il relativo sfogo, risultano meno pronunciate, viceversa l'alettone posteriore, monoplano ad incidenza regolabile, è di dimensioni maggiori e la carenatura chiude anche la parte posteriore del vano motore incanalando aria verso il radiatore dell'olio. Piccole aperture ellittiche sulla parte anteriore assicurano il raffreddamento dei freni a disco anteriori mentre pneumatici e freni posteriori usufruiscono di griglie predisposte al medesimo scopo.